# Liste des musées du Derbyshire
Cette liste des musées du Derbyshire, Angleterre contient des musées qui sont définis dans ce contexte comme des institutions (y compris des organismes sans but lucratif, des entités gouvernementales et des entreprises privées) qui recueillent et soignent des objets d'intérêt culturel, artistique, scientifique ou historique. leurs collections ou expositions connexes disponibles pour la consultation publique. Sont également inclus les galeries d'art à but non lucratif et les galeries d'art universitaires. Les musées virtuels ne sont pas inclus.

## Musées
| Nom                                                        | Image | Ville/City              | Type              | Résume |
| ---------------------------------------------------------- | ----- | ----------------------- | ----------------- | --- |
| Bakewell Old House Museum                                  |       | Bakewell                | Multiple          | website, maison à colombages avec des pièces d'époque, des textiles, des jouets |
| Barrow Hill Roundhouse & Railway Centre                    |       | Barrow Hill             | Rail              | Conservé Rotonde et locomotives |
| Belper Heritage Centre                                     |       | Belper                  | Local             | information, histoire locale, aussi connu comme la Chapelle du Centre du patrimoine de St. John                                                                                                  |
| Bolsover Castle                                            |       | Bolsover                | Maison historique | Opéré par l'English Heritage |
| Buxton Museum and Art Gallery                              |       | Buxton                  | Multiple          | histoire locale, l'archéologie, fossiles et minéraux, l'histoire naturelle, l'art |
| Calke Abbey                                                |       | Ticknall                | Maison historique | Opéré par le National Trust, maison de campagne baroque et jardin |
| Carnfield Hall                                             |       | South Normanton         | Maison historique | Maison de campagne et le parc, ouvert sur rendez-vous pour les visites guidées |
| Casterne Hall                                              |       | Ashbourne               | Maison historique | Manoir du XVIIIe siècle, dépendances |
| Chatsworth House                                           |       | Chatsworth              | Maison historique | Siège de la Dukes of Devonshire, caractéristiques des peintures inestimables, meubles, dessins anciens, neoclassical sculpture, livres et autres objets, jardins                                 |
| Chesterfield Museum and Art Gallery                        |       | Chesterfield            | Multiple          | Histoire locale, art |
| Crich Tramway Village                                      |       | Crich                   | Open air          | village d'époque restauré, qui abrite le National Tramway Museum |
| Cromford Mill                                              |       | Cromford                | Industrie         | moulin filature du coton, une partie de la Derwent Valley Mills |
| David Mellor Visitor Centre                                |       | Hathersage              | Art               | website, musée de modèles de couverts de David Mellor, usine et magasin |
| Denby Pottery Visitor's Centre                             |       | Denby                   | Art               | website, petit musée de la porcelaine et la porcelaine d'art décoratif de la Denby Pottery Company, atelier et visites d'usines                                                                  |
| Derby Gaol                                                 |       | Derby                   | Prison            | prison du XVIIIe siècle |
| Derby Museum and Art Gallery                               |       | Derby                   | Multiple          | Beaux-arts, porcelaines, histoire locale, l'archéologie, l'histoire naturelle, la géologie et les collections militaires                                                                         |
| Derby Silk Mill                                            |       | Derby                   | Industrie         | Situé dans un moulin à soie, les industries de la région, ferroviaire, SOUCHES expositions |
| Derwent Valley Mills                                       |       |                         | Industrie         | Site du patrimoine mondial qui comprend plus de 15 sites historiques couvrant plus 15 miles |
| Erewash Museum                                             |       | Erewash                 | Local             | Histoire locale, de l'industrie, des chambres d'époque, des expositions d'art |
| Eyam Hall                                                  |       | Eyam                    | Maison historique | maison de maître avec des costumes, couture, portraits de famille, les jardins |
| Eyam Museum                                                |       | Eyam                    | Local             | Histoire locale, impact de la peste bubonique en 1665 |
| Haddon Hall                                                |       | Bakewell                | Maison historique | Manoir médiéval et les jardins |
| Hardwick Hall                                              |       | Doe Lea                 | Maison historique | Opérée par le National Trust, importante maison de campagne élisabéthaine, collection de broderies, des jardins, des terrains comprennent Stainsby Mill                                          |
| Heage Windmill                                             |       | Heage                   | Mill              | website, moulin à vent construit en 1797 |
| High Peak Junction                                         |       | Cromford                | Rail              | Ateliers pour l'ancien Cromford and High Peak Railway, près de Cromford Canal, partie de la Derwent Valley Mills                                                                                 |
| Hope House Costume Museum                                  |       | Alstonefield            | Fashion           | website, costumes et les accessoires de 1790 aux années 1970 |
| John King Workshop Museum                                  |       | Alfreton                | Local             | website, l'industrie locale, y compris Pinxton Porcelaine, la Mansfield and Pinxton Railway, John King qui a inventé la mine cage détachement crochet, l'histoire sociale locale                 |
| Kedleston Hall                                             |       | Kedleston               | Maison historique | Opérée par le National Trust, maison de campagne néo-classique du XVIIIe siècle, vaste collection de peintures, sculptures et mobilier d'origine, musée d'art et d'articles en provenance d'Asie |
| Leawood Pump House                                         |       | High Peak Junction      | Technologie       | Partie de la Derwent Valley Mills, canal de pompage avec moteur à vapeur préservé |
| Life in a Lens Museum of Photography & Old Times           |       | Matlock Bath            | Technologie       | Histoire de la photographie, caméras, appareils photographiques |
| Little Chester Heritage Centre                             |       | Little Chester          | Local             | website, histoire locale, située dans l'église St Paul's |
| M & C Collection of Historic Motorcycles                   |       | Bakewell                | Transport         | information, information, motos et souvenirs |
| Melbourne Hall                                             |       | Melbourne               | Maison historique | maison et jardins |
| Middleton Top Engine House                                 |       | Middleton-by-Wirksworth | Steam             | website, website, conservé moteur faisceau |
| Midland Railway – Butterley                                |       | Butterley               | Rail              | Anciennement connu sous le nom de Midland Railway Centre, chemin de fer du patrimoine et musée                                                                                                   |
| Moorland Centre                                            |       | Edale                   | Histoire naturel  | website, la géologie, la faune, les plantes et l'importance du moorland et du Peak District, exploité par les Moors for the Future Partnership                                                   |
| National Stone Centre                                      |       | Middleton-by-Wirksworth | Géologie          | website, géologie, science de la terre, l'exploitation minière, utilise des roches et minéraux, 50 site d'anciennes carrières de calcaire, traces fossiles                                       |
| National Tramway Museum                                    |       | Crich                   | Rail              | Situé dans Crich Tramway Village, collection de travail trams |
| National Trust Museum of Childhood                         |       | Sudbury                 | Jouet             | Opérée par le National Trust, situé à Sudbury Hall |
| New Mills Heritage and Information Centre                  |       | New Mills               | Local             | website, histoire local |
| Old Manor                                                  |       | Norbury                 | Maison historique | Opérée par le National Trust, hall médiévale |
| Peak District Lead Mining Museum                           |       | Matlock Bath            | Mine              | extraction du plomb, la vie de famille des mineur |
| Peak District National Park Visitor Centre - Bakewell      |       | Bakewell                | Multiple          | website, centre d'accueil pour la Peak District National Park, Caractéristiques du Peak District Photography Gallery                                                                             |
| Peak District National Park Visitor Centre - Castleton     |       | Castleton               | Multiple          | website, comprend le Musée du Village Castleton |
| Peak District National Park Visitor Centre - Upper Derwent |       | Bamford                 | Histoire naturel  | website, des expositions et des informations sur le parc |
| Pickford's House Museum                                    |       | Derby                   | Maison historique | Maison de ville géorgienne, costume des XVIIIe et XIXe siècles, jouets |
| Red House Stables Carriage Museum                          |       | Matlock                 | Transport         | website, véhicules originaux tirés par des chevaux et de l'équipement, forgeron |
| Renishaw Hall                                              |       | Renishaw                | Maison historique | Maison de campagne de la famille Sitwell, jardins |
| Revolution House                                           |       | Old Whittington         | Maison historique | alehouse avec des liens avec la Glorieuse Révolution de 1688 |
| Royal Crown Derby Visitor Centre                           |       | Derby                   | Art               | art décoratif en porcelaine |
| Shardlow Heritage Centre                                   |       | Shardlow                | Local             | website, histoire local |
| Sharpe's Pottery Museum                                    |       | Swadlincote             | Art               | website, art décoratif en porcelaine |
| Sir Richard Arkwright’s Masson Mills                       |       | Matlock Bath            | Industrie         | moulin filature du coton, comprend le Textile Museum Masson Mills, une partie de la Derwent Valley Mills                                                                                         |
| Stainsby Mill                                              |       | Doe Lea                 | Mill              | Opérée par le National Trust, moulin à eau du XIXe siècle situé sur le terrain de Hardwick Hall                                                                                                  |
| Strutt's North Mill, Belper                                |       | Belper                  | Industrie         | Partie de la Derwent Valley Mills, ancien moulin à eau de filature de coton, comprend également le Derwent Valley Derwent Valley Visitor's Centre                                                |
| Sudbury Hall                                               |       | Sudbury                 | Maison historique | Opérée par le National Trust, 17th century Restoration style manoir, abrite le National Trust Museum of Childhood                                                                                |
| Tissington Hall                                            |       | Tissington              | Maison historique | manoir jacobin début du XVIIe siècle |
| Wirksworth Heritage Centre                                 |       | Wirksworth              | Local             | website, histoire local |

## Musée fermée
- Heanor Heritage Centre, Heanor, fermé en 2005[1]